# Teatro União
El Teatro União (Teatre de la Unió) és un petit teatre situat a la plaça Bento Gonçalves del municipi brasiler de Triunfo. Data de 1848 i és el segon més antic de l'estat de Rio Grande do Sul.
Va ser construït per iniciativa de Luís José Ribeiro Barreto (segle xix) i la comunitat d'actors amateurs locals. La mida petita i les formes senzilles en fan un edifici de gran encant. El 2004 es va restaurar. Té un disseny arquitectònic bàsic, d'inspiració colonial portuguesa, que es pot resumir en un quadrilàter amb una porta de suport centralitzat i un frontó triangular. Amb una decoració reduïda a l'essencial, al centre hi apareix una màscara en relleu i un porta-torxes, i s'acaba en dues petites pinyes estilitzades. Corona l'edifici, una àguila que dona la benvinguda als espectadors.